# Georg Ratkay

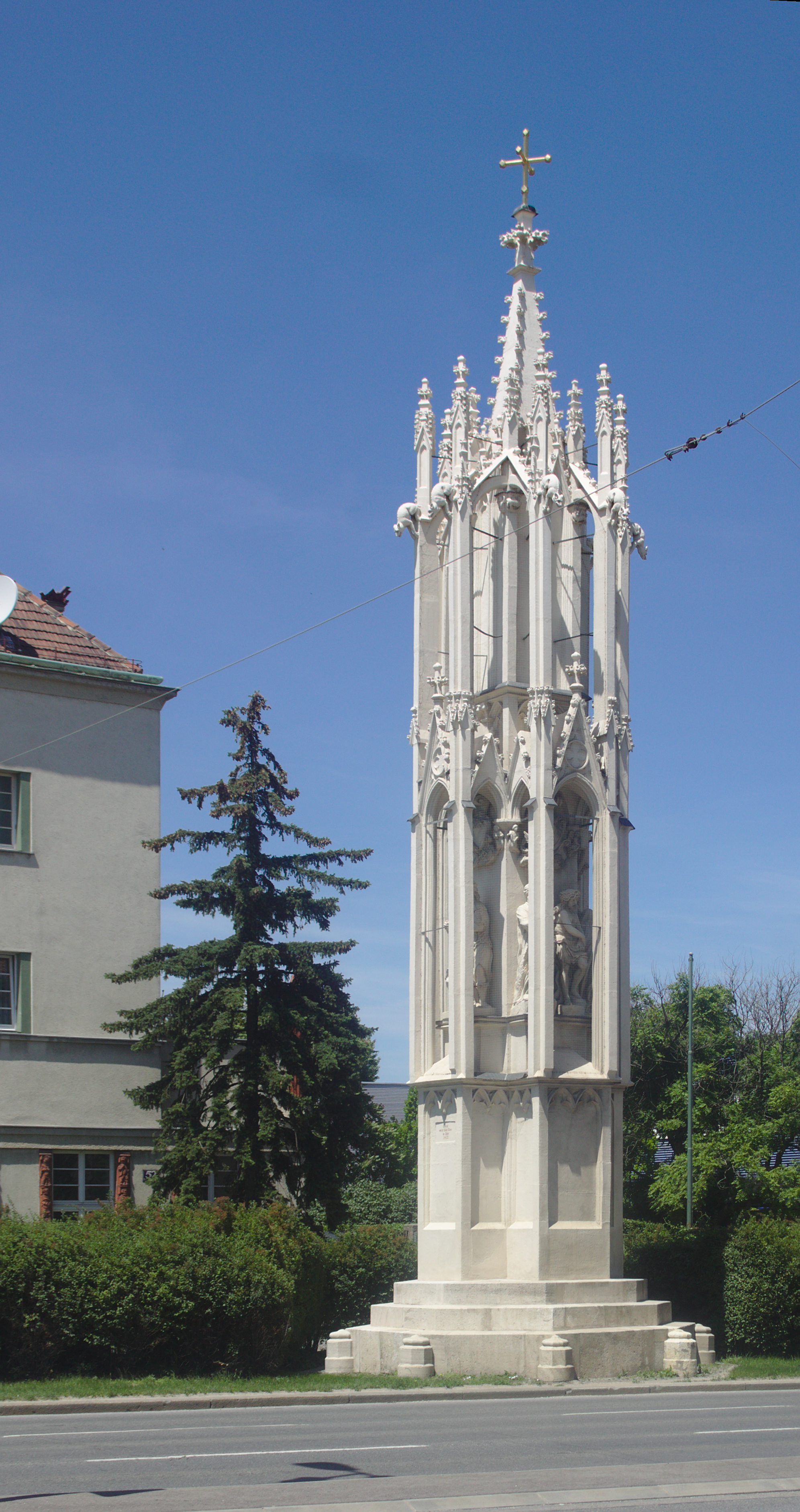
Bildstock Spinnerin am Kreuz

Georg Ratkay (* 3. April 1845 in Törökbálint; † 30. Mai 1868 in Wien) war ein Raubmörder, der als letzte Person in Österreich öffentlich hingerichtet wurde.
Der Tischlergehilfe hatte am 9. Januar 1868 an der Tischlersgattin Marie Henke einen Raubmord begangen. Er erschlug sie mit einem Hobel.  Laut Aktenlage erging das Todesurteil am 20. Mai 1868. Das Todesurteil wurde ihm am 28. Mai 1868 bekanntgegeben. Er wurde zwei Tage später an der Spinnerin am Kreuz am Galgen hingerichtet. Fälschlich erscheint in der Literatur meist das Datum der Bekanntgabe der Verurteilung und nicht das der Vollstreckung.
Dies war in der Donaumonarchie die letzte öffentliche Hinrichtung nach einem ordentlichen Gerichtsverfahren, weil es unter den an der Hinrichtungsstätte wie bei einem Volksfest versammelten Zuschauern zu Raufereien und zu Trunkenheitsexzessen gekommen war, die angeblich sogar eine Zuschauertribüne zusammenbrechen ließen, zumindest aber beschädigten. Kinder sollen sogar deswegen ihren Lehrer gebeten haben, nicht in die Schule zum Unterricht kommen zu müssen. Die Ereignisse bewogen die Justiz dazu, die Exekutionen in das Innere des Hofes eines Gerichtes zu verlegen. Einer Zeichnung folgend wäre Ratkay am Würgegalgen hingerichtet worden. Die später mit dem Würgegalgen erfolgten Hinrichtungen fanden unter Ausschluss der Öffentlichkeit im Landesgerichtshof I, dem sogenannten Galgenhof statt. Kaiser Franz Joseph I. erließ zudem eine Verfügung, dass Hinrichtungen nicht mehr öffentlich stattfinden dürfen. Die im Ersten Weltkrieg durch das Militär erfolgten Hinrichtungen wurden standrechtlich vollzogen.